# Новаццано
Новаццано (итал. Novazzano) — коммуна округа Мендризио кантона Тичино в Швейцарии.
Вся деревня Брузато, входящая в состав общины, включена в Список объектов швейцарского наследия.

## География
Коммуна Новаццано расположена в округе Мендризио, в холмистой местности вдоль швейцарско-итальянской границы. Она состоит из селений Новаццано и Брузата.
По состоянию на 1997 год площадь общины Новаццано составляла 5,18 км². 53,7% этой территории использовалось в сельскохозяйственных целях, а её 33% составляли леса.

## История
Новаццано впервые упоминается в 875 году как Nepotiano, а в 1152 году оно было отмечено как Novezano.
Территория Новаццано была заселена с римской эпохи, так в Кастель-ди-Сотто были найдены фрагменты римского алтаря. В Средние века Новаццано входило в состав графства Сеприо. В 1335 году оно уже упоминается в качестве муниципалитета. В 1567 году деревня избавилась от политической и религиозной власти пьеве Балерна, чтобы стать независимым приходом.
Приходская церковь Санти-Кирико-э-Джулитта (в XIII веке известная как Санти-Джованни-э-Кирико) впервые отмечена в 1330 году, но была построена гораздо раньше. Романская часовая башня датируется XII веком. Она была воздвигнута в 1776—1779 годах и реконструирована в 1998—1999 годах, когда вокруг неё также были проведены археологические исследования.
Ранее в местной экономике доминировало сельское хозяйство, но в 1950-х годах коммуна пережила сильное промышленное развитие с сопутствующим сильным ростом населения. В 2005 году производственный сектор обеспечивал более половины рабочих мест, многие из которых были приезжими. В высокоточном литейном заводе в Новаццано трудятся около 500 человек.